# Bezange-la-Petite
Bezange-la-Petite település Franciaországban, Moselle megyében. Lakosainak száma 94 fő (2022. január 1.). Bezange-la-Petite Lezey, Coincourt, Réchicourt-la-Petite, Moncourt és Xanrey községekkel határos.

## Népesség
A település népességének változása:
| Lakosok száma | 136  | 111  | 87   | 93   | 92   | 92   | 92   | 97   | 97   | 94   |
|               | 1968 | 1982 | 1990 | 2006 | 2013 | 2015 | 2017 | 2019 | 2020 | 2022 |